# Bow River (Lac la Ronge)
Der Bow River ist ein 162 km langer Zufluss des Sees Lac la Ronge in Zentral-Saskatchewan in Kanada.

## Verlauf
Der Bow River bildet den Abfluss eines kleinen etwa 540 m hoch gelegenen namenlosen Sees, der 1,5 km östlich vom Steepbank Lake liegt. Das Quellgebiet des Bow River befindet sich im Clarence-Steepbank Lakes Provincial Park. Der Bow River durchquert eine gletschergeformte Landschaft geprägt von borealem Nadelwald und Mooren. Er fließt anfangs etwa 60 Kilometer nach Nordwesten, anschließend 35 km in Richtung Nordnordwest. Etwa bei Flusskilometer 65 wendet sich der Bow River nach Nordosten. Bei Flusskilometer 32 kreuzt der Saskatchewan Highway 165 den Flusslauf. Der Bow River fließt danach in nordnordöstlicher Richtung zum Lac la Ronge und mündet in dessen Südwestufer. Der Bow River weist abschnittsweise zahlreiche enge Flussschlingen auf.